# Pseudolarix amabilis
Pseudolarix amabilis là một loài thực vật hạt trần trong họ Thông. Loài này được (J. Nelson) Rehder miêu tả khoa học đầu tiên năm 1919.